# ケイデン・カーター
- レイシー・レーン

ケイデン・カーター（Kayden Carter、1988年5月20日 - ）は、アメリカ合衆国フロリダ州ウィンターパーク出身のプロレスラー。本名はアリサ・リン・"レイシー"・レーン（Allyssa Lyn "Lacey" Lane）。

## 来歴

### NXT
2018年7月にWWEと契約。その後、トーナメント戦に参加し、準々決勝まで進んだが、里村明衣子に敗れる。2019年9月、リングネームをケイデン・カーターに改名。2020年1月29日、チェルシー・グリーンを破る。2月19日、チェルシー・グリーンと再戦を行ったが、敗北。

### カタナ・チャンスとのチーム

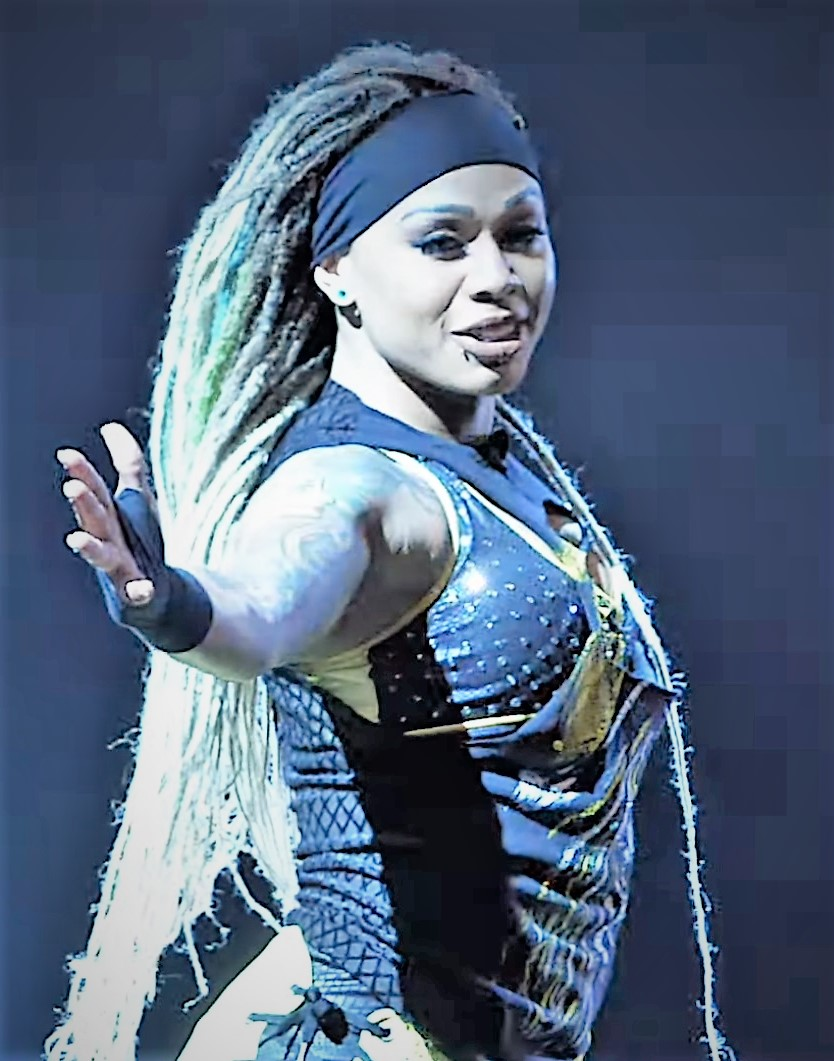
2020年のカーター

9月16日、ケイシー・カタンザーロとチームを組み、デジェシー・カメアとザイア・リーに勝利。カタンザーロは、リングネームをカタナ・チャンスと改名し2021女子ダスティ・ローデス・タッグチーム・クラシック・トーナメントに参加。準々決勝まで進み、メルセデス・マルチネスとトニー・ストームを破ったが、準決勝で、ダコタ・カイとラケル・ゴンザレスに敗れた。その後、ザイア・リーとジェシー・カメアとの乱闘を繰り返し、チャンスは、ザイア・リーに勝利。3月10日、カーターは、リーと対戦したが、カタンザーロが松葉杖でリーを殴ったことにより、カーターは失格により敗北。2022年、チャンスとカーターは、2022女子ダスティ・ローデス・タッグチーム・クラシックに参加し、第1ラウンドで、アイビー・ナイルとテイタム・パクスリーを破ったが、準決勝でケイ・リー・レイと紫雷イオに敗れた。4月26日、ユリサ・レオンとヴァレンティーナ・フェロズを破り、NXT In Your Houseでトキシック・アトラクションとNXT女子タッグチーム王座を賭けて対戦したが、タイトルを獲得することができなかった。その後も6月28日、コーラ・ジェイドとロクサーヌ・ペレスと対戦したが、敗北。
8月2日、女子4ウェイエリミネーションマッチに出場し、トキシック・アトラクション、ナイルとパクスリー、レオンとフェロズと対戦した。最後はネックブリーカー、チャンスは、450スプラシュを決め、ピンフォールで勝利し、NXT女子タッグチーム王座に輝く。Worlds Collideで、ドゥドロップとニッキーASHに対してもタイトルを保持し、10月25日と11月8日いずれもゾーイ・スタークとニッキータ・ライオンズを破ってタイトルを保持。2023年1月8日、チャンスとカーターはNXT女子タッグチーム王座の最年長獲得者という記録を生み出した。1月24日、以前まで、ケイ・リー・レイというリングネームで活動していたアルバ・ファイアとソル・ルカに対してもタイトルを保持。NXTベンジェンス・デイでは、カーターとチャンスは、NXT女子タッグチーム王座を賭けて、ファロン・ヘンリーとキアナ・ジェームスと対戦したが敗北し、タイトルを渡した。

## 獲得タイトル
クラッシュ・ルチャ・リブレ
- クラッシュ女子王座 : 1回

WWE
- NXT女子タッグチーム王座 : 1回（w /カタナ・チャンス）
- WWE女子タッグチーム王座 : 1回（w /カタナ・チャンス）

## 入場曲
- Life of The Party 現在使用中
- Rise Of The Beast
- Spitfire Warriors